# Vučak (miasto Kruševac)
Vučak (cyr. Вучак) – wieś w Serbii, w okręgu rasińskim, w mieście Kruševac. W 2011 roku liczyła 308 mieszkańców.